# Extensible Stylesheet Language Transformations

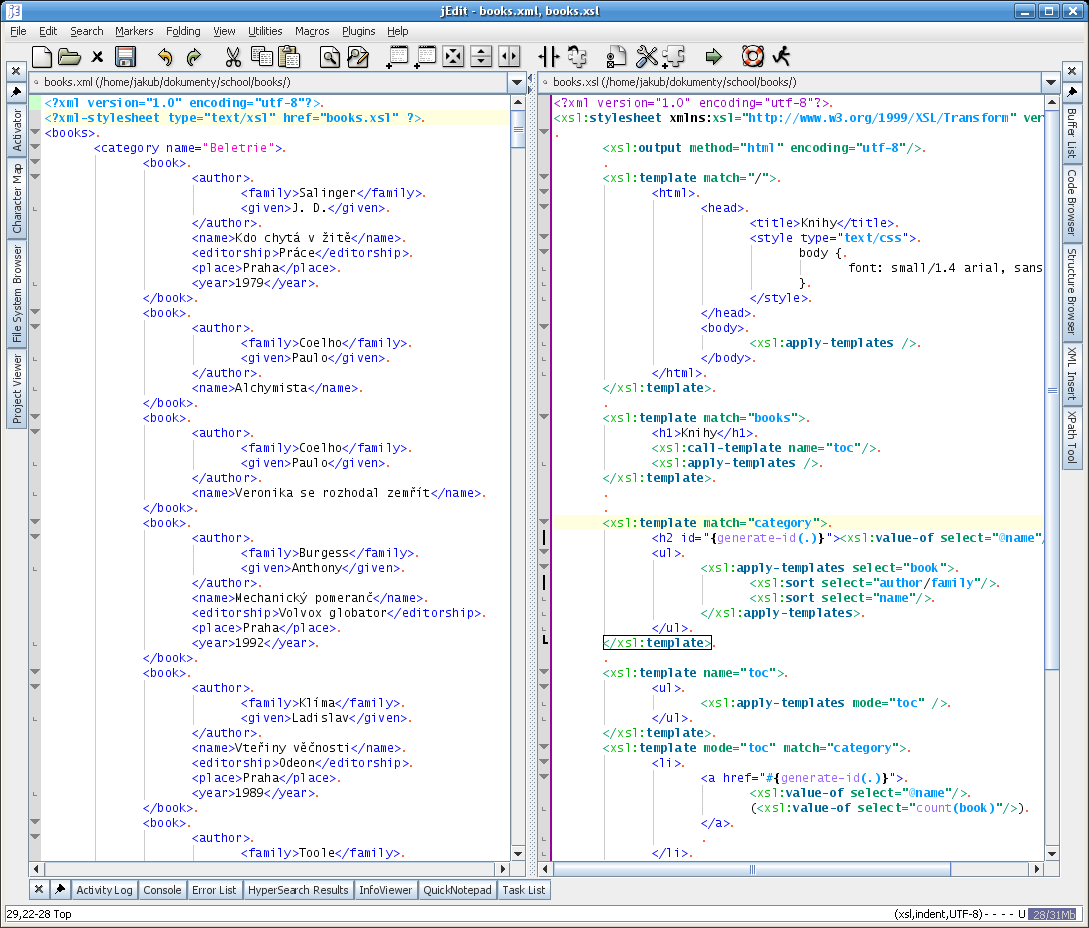
Příklad XSL transformace v editoru jEdit

Transformace XSLT (Extensible Stylesheet Language Transformations) slouží k převodům zdrojových dat ve formátu XML do libovolného jiného požadovaného formátu, nejčastěji HTML, jiného XML nebo libovolných jiných datových struktur.

## Obecný úvod
XSLT je transformace, která se provádí pomocí procesoru XSLT. Procesorem je míněn program podporující tuto transformaci. Procesor XSLT může být napsán v libovolném programovacím jazyce nebo využít knihovny XSLT daného programovacího jazyka.
K provedení transformace jsou potřeba dva soubory:
- První soubor obsahuje zdrojová data, která budou transformována. Struktura tohoto souboru vyjma obecných vlastností XML není blíže specifikována.
- Druhý soubor obsahuje vzorec pro transformaci a musí být napsán v jazyce XSL.

## Vlastnosti XSLT

### Standardní způsob transformování dat
Transformace se provádí pouze na známých datových strukturách. Tyto datové struktury, které a pomocí kterých se bude transformovat, jsou definovány mezinárodním konzorciem W3C. Správnost implementace a podpora všech standardem definovaných vlastností je v kompetenci a na zodpovědnosti autorů konkrétního procesoru XSLT.

### Mezinárodní podpora
Zdrojová data pro transformaci mohou obsahovat libovolné znakové sady, nejen angličtinu, ale též např. znaky s diakritikou nebo znaky asijských písem, popřípadě jejich kombinace. V zdrojovém dokumentu však musí být v záhlaví označeno kódování znaků. V poslední době se často užívá a je doporučeno užívat kódování UTF-8 pro správnou funkci jiných znaků než ASCII. Většina operačních systémů, programovacích jazyků a editorů je již podporou kódování UTF-8 vybavena.

### Vysoká přístupnost k datům
Soubory pro XSLT jsou v textovém formátu, který je čitelný bez žádného zvláštního editoru. Díky tomuto principu je i možné tyto soubory snadno generovat pomocí počítačových programů. Příkladem může být získání dat z databáze či jiných datových struktur, jejich konverze do XML, která je velmi snadná, a následovná aplikace XSLT například pro převod do HTML.

### Nezávislost na platformě
Procesory nebo též programy pro provedení vlastní transformace existují pro všechny známé platformy používané na PC nebo na serverech. V mnoha programovacích jazycích jsou dnes již implementovány knihovny pro XSLT.

## Cíle XSLT
Smyslem XSLT je na základě zdrojového souboru a šablony vygenerovat jiný, třetí dokument nebo obecně soubor. Struktura tohoto výstupu XSLT není definována přímo standardem a je závislá na procesoru XSLT. Nejčastěji se používá výstup do HTML nebo XML, případně prostý textový formát, označovaný též TXT. Dalšími velmi známými výstupy jsou formáty PDF a RTF. Zcela pochopitelně to však mohou být i libovolné jiné soubory nebo formáty dat.

## Procesory XSLT
Procesory XSLT se obvykle nachází jako součást programovacích jazyků nebo jako knihovny, které lze dodatečné získat z internetu. Příkladem jsou knihovny Xalan, Saxon, libxslt, přímou implementaci lze nalézt např. v jazycích PHP, Java, C#. Více aktuálních informací na stránkách konzorcia W3C XSL a XSLT.

## Příklad užití XSLT
V následujícím příkladu je reálná ukázka z WWW stránek. Zdrojem dat je diskový soubor XML a transformační soubor, který je též diskový. Výstupem je HTML, přesněji řečeno dle standardu HTML5. Jako procesor je užit interní procesor XSLT v PHP5 nebo PHP7.
Pozn. autora: „Bez bližšího vysvětlení principu uvedu příklad reálného využití XSLT na www stránkách. Nerad bych, aby toto někdo vnímal jako skrytou reklamu.“

### Ukázka zdrojového souboru (XML)
Zdrojový soubor XML (menu.xml):
```
<?xml version="1.0" encoding="utf-8"?>

<!DOCTYPE data SYSTEM "./data/menu.dtd">

<?xml-stylesheet type="text/xsl" href="menu.xsl"?>

<data>

   
<rootmenu>

       
<menu
 
name=
"Osobní vozy"
 
ref=
"./?cat=cars"
 
target=
""
 
description=
""
>

                    
<item
 
name=
"C1"
 
ref=
"./?cat=car&amp;model=c1"
 
target=
""
 
description=
""
 
/>

                    
<item
 
name=
"C2"
 
ref=
"./?cat=car&amp;model=c2"
 
target=
""
 
description=
""
 
/>

                    
<item
 
name=
"C3"
 
ref=
"./?cat=car&amp;model=c3"
 
target=
""
 
description=
""
 
/>

                    
<item
 
name=
"C4"
 
ref=
"./?cat=car&amp;model=c4"
 
target=
""
 
description=
""
 
/>

                    
<item
 
name=
"C4 Picasso"
 
ref=
"./?cat=car&amp;model=c4picasso"
 
target=
""
 
description=
""
 
/>

                    
<item
 
name=
"Xsara Picasso"
 
ref=
"./?cat=car&amp;model=xsarapi"
 
target=
""
 
description=
""
 
/>

                    
<item
 
name=
"Berlingo"
 
ref=
"./?cat=car&amp;model=berlingo"
 
target=
""
 
description=
""
 
/>

                    
<item
 
name=
"Leasing"
 
ref=
"./?cat=leasing"
 
target=
""
 
description=
""
 
/>

                    
<item
 
name=
"Vozy na prodejně"
 
ref=
"./?cat=shopcars"
 
target=
""
 
description=
""
 
/>

       
</menu>

       
<item
 
name=
"Předváděcí vozy"
 
ref=
"./?cat=showcars"
 
target=
""
 
description=
""
 
/>

       
<item
 
name=
"Autobazar"
 
ref=
"./?cat=oldcars"
 
target=
""
 
description=
""
 
/>

       
<menu
 
name=
"Další informace"
 
ref=
"./?cat=other"
 
target=
""
 
description=
""
>

              
<item
 
name=
"Co je to Acrobat Reader?"
 
ref=
"./?cat=acrobat"
 
target=
""
 
description=
""
 
/>

              
<item
 
name=
"Prodej odtahové služby"
 
ref=
"./?cat=towsale"
 
target=
""
 
description=
""
 
/>

              
<item
 
name=
"Akce zimní pneu 2006"
 
ref=
"./redir.php?uri=./info/wpneu2006-2.pdf"
 

              		
target=
"_blank"
 
description=
""
 
/>

              
<item
 
name=
"Akce a novinky!"
 
ref=
"./?cat=news"
 
target=
""
 
description=
""
 
/>

       
</menu>

   
</rootmenu>

</data>

```

### Ukázka definičního souboru (DTD) - není třeba pro XSLT
Následující soubor není nezbytný, je přiložen pro úplnost (menu.dtd):
```
<!ENTITY apos   '''>
<!ENTITY quot   '"'>
<!ENTITY nbsp   ' '>
<!ENTITY mdash  '&#x2014;'>
<!ENTITY ldquo  '&#x201C;'>
<!ENTITY rdquo  '&#x201D;'>
<!ENTITY % DataContent    "(rootmenu)">
<!ENTITY % MenuContent    "(menu | item)*">
<!ENTITY % DataAttrs
 "ref         CDATA       #REQUIRED
  name        CDATA       #REQUIRED
  target      CDATA       ''
  target2     CDATA       #IMPLIED
  description CDATA       #REQUIRED"
  >
<!ELEMENT data       %DataContent;>
<!ELEMENT rootmenu   %MenuContent;>
<!ELEMENT menu       %MenuContent;>
<!ELEMENT item       EMPTY>
<!ATTLIST data
  >
<!ATTLIST rootmenu>
<!ATTLIST menu
  %DataAttrs;
  >
<!ATTLIST item
  %DataAttrs;
  >

```

### Ukázka transformačního souboru (XSL)
Transformace v jazyce XSL, soubor XML (menu.xsl):
```
<?xml version="1.0" encoding="utf-8"?>

<xsl:stylesheet
 
version=
"1.0"
 
xmlns:xsl=
"http://www.w3.org/1999/XSL/Transform"
>

    
<xsl:output

        
method=
"html"
                                                                 

        
encoding=
"utf-8"

        
doctype-system=
"about:legacy-compat"
                                          

        
/>

    
<xsl:template
 
match=
"/"
>

        
<html
 
lang=
"cs"
 
dir=
"ltr"
>

            
<head>

                
<meta
 
http-equiv=
"content-type"
 
content=
"text/html; charset=utf-8"
 
/>

                
<meta
 
http-equiv=
"content-language"
 
content=
"cs"
 
/>

                
<meta
 
http-equiv=
"content-style-type"
 
content=
"text/css"
 
/>

                
<title
 
id=
"Header_Title"
>
ABC
</title>

                
<link
 
rel=
"StyleSheet"
 
href=
"./menu.css"
 
type=
"text/css"
 
media=
"all"
 
/>

            
</head>

            
<body>

                
<div
 
id=
"global"
>

                    
<h1>
Napis
</h1>

                    
<div
 
id=
"menu-div"
>

                        
<ul
 
id=
"myTree"
>

                            
<xsl:apply-templates
 
select=
"*"
 
/>

                        
</ul>

                    
</div>

                
</div>

            
</body>

        
</html>

    
</xsl:template>

    
<xsl:template
 
match=
"rootmenu"
>

        
<xsl:call-template
 
name=
"menu"
 
/>

    
</xsl:template>

    
<xsl:template
 
match=
"rootmenu | menu"
 
name=
"menu"
 
mode=
"root"
>

        
<xsl:for-each
 
select=
"*"
>

            
<li>

                
<xsl:if
 
test=
"position()=last()"
>

                    
<xsl:attribute
 
name=
"class"
>
last
</xsl:attribute>

                
</xsl:if>

                
<a>
 
<xsl:attribute
 
name=
"href"
>

                         
<xsl:value-of
 
select=
"@ref"
 
/>

                    
</xsl:attribute>

                    
<xsl:if
 
test=
"not(@target='')"
>

                         
<xsl:attribute
 
name=
"onclick"
>
window.open(this.href,'
<xsl:value-of
 
select=
"@target"
 
/>
');return(false);
</xsl:attribute>

                    
</xsl:if>

                    
<xsl:value-of
 
select=
"@name"
 
/>

                
</a>

                
<xsl:if
 
test=
"name(.)='menu'"
>

                    
<ul>

                        
<xsl:call-template
 
name=
"menu"
 
/>

                    
</ul>

                
</xsl:if>

            
</li>

        
</xsl:for-each>

    
</xsl:template>

</xsl:stylesheet>

```

### Ukázka aplikace XSLT v jazyce PHP
Vlastní transformační proces v jazyce PHP (index.php):
```
<?php

header
(
'Content-Type: text/html; charset=utf-8'
);

$doc
 
=
 
new
 
DomDocument
();

$doc
->
load
(
"./menu.xml"
);

$doc
->
validate
();

$xslt
 
=
 
new
 
DomDocument
();

$xslt
->
load
(
"./menu.xsl"
);

$xsltProc
 
=
 
new
 
XsltProcessor
();

$xsltProc
->
importStylesheet
(
$xslt
);

$outputDom
 
=
 
$xsltProc
->
transformToDoc
(
$doc
);

echo
 
$outputDom
->
saveHTML
(
$outputDom
);

```

### Ukázka výstupu
Výstup zmíněné transformace – v tomto případě data ve formátu HTML:
```
<!DOCTYPE html>

<
html
 
lang
=
"cs"
 
dir
=
"ltr"
>

<
head
>

<
meta
 
http-equiv
=
"content-type"
 
content
=
"text/html; charset=utf-8"
>

<
meta
 
http-equiv
=
"content-language"
 
content
=
"cs"
>

<
meta
 
http-equiv
=
"content-style-type"
 
content
=
"text/css"
>

<
title
 
id
=
"Header_Title"
>
ABC
</
title
>

<
link
 
rel
=
"StyleSheet"
 
href
=
"./menu.css"
 
type
=
"text/css"
 
media
=
"all"
>

</
head
>

<
body
>

<
div
 
id
=
"global"
>

<
h1
>
Napis
</
h1
>

<
div
 
id
=
"menu-div"
>

<
ul
 
id
=
"myTree"
>

<
li
><
a
 
href
=
"./?cat=cars"
>
Osobní vozy
</
a
>

<
ul
>

<
li
><
a
 
href
=
"./?cat=car&amp;model=c1"
>
C1
</
a
></
li
>

<
li
><
a
 
href
=
"./?cat=car&amp;model=c2"
>
C2
</
a
></
li
>

<
li
><
a
 
href
=
"./?cat=car&amp;model=c3"
>
C3
</
a
></
li
>

<
li
><
a
 
href
=
"./?cat=car&amp;model=c4"
>
C4
</
a
></
li
>

<
li
><
a
 
href
=
"./?cat=car&amp;model=c4picasso"
>
C4 Picasso
</
a
></
li
>

<
li
><
a
 
href
=
"./?cat=car&amp;model=xsarapi"
>
Xsara Picasso
</
a
></
li
>

<
li
><
a
 
href
=
"./?cat=car&amp;model=berlingo"
>
Berlingo
</
a
></
li
>

<
li
><
a
 
href
=
"./?cat=leasing"
>
Leasing
</
a
></
li
>

<
li
 
class
=
"last"
><
a
 
href
=
"./?cat=shopcars"
>
Vozy na prodejně
</
a
></
li
>

</
ul
>

</
li
>

<
li
><
a
 
href
=
"./?cat=showcars"
>
Předváděcí vozy
</
a
></
li
>

<
li
><
a
 
href
=
"./?cat=oldcars"
>
Autobazar
</
a
></
li
>

<
li
 
class
=
"last"
><
a
 
href
=
"./?cat=other"
>
Další informace
</
a
>

<
ul
>

<
li
><
a
 
href
=
"./?cat=acrobat"
>
Co je to Acrobat Reader?
</
a
></
li
>

<
li
><
a
 
href
=
"./?cat=towsale"
>
Prodej odtahové služby
</
a
></
li
>

<
li
><
a
 
href
=
"./redir.php?uri=./info/wpneu2006-2.pdf"
 
onclick
=
"window.open(this.href,'_blank');return(false);"
>
Akce zimní pneu 2006
</
a
></
li
>

<
li
 
class
=
"last"
><
a
 
href
=
"./?cat=news"
>
Akce a novinky!
</
a
></
li
>

</
ul
>

</
li
>

</
ul
>

</
div
>

</
div
>

</
body
>

</
html
>

```